# Hyperochtha
Hyperochtha is een geslacht van vlinders van de familie Lecithoceridae.

## Soorten
- H. butyropa (Meyrick, 1910)
- H. dischema (Meyrick, 1916)
- H. hoplophora Gozmany, 1973